# 洛阳天宫寺
洛阳天宫寺，唐代佛教寺庙，位于东都洛阳。原为唐高祖潜龙时旧宅，贞观六年（632），唐太宗下诏改为寺宇；十二年敕令法护为寺主。其后名德来住者渐多，遂成为东都名刹。唐末毁于战火。
龙朔元年（661年），唐高宗驾临天宫寺巡游，度僧二十人。程处弼武后时曾在天宫寺建造佛像，为武后和父母祈福。
北宗神秀武德八年（625年）在天宫寺出家，受具足戒，神龙二年（706年），圆寂于该寺，唐中宗赐谥“大通禅师”。
天宫寺有吴道子所画壁画，据《太平广记》引《独异志》记载：“（唐玄宗）开元中，将军裴旻居母丧。诣道子（画圣吴道子），请于东都天宫寺画神鬼数壁，以资冥助。道子答曰：‘废画已久。若将军有意，为吾缠结。舞剑一曲。庶因猛励，就通幽冥。’旻于是脱去服，若常时装饰。走马如飞，左旋右抽，掷剑入云，高数十丈，若电光下射，漫引手执鞘承之，剑透空而入，观者千百人，无不惊栗，道子于是援毫图壁，飒然风起，为天下之壮观。道子平生所画。得意无出于此。”
唐代诗人王昌龄曾作《洛阳尉刘晏与府掾诸公茶集天宫寺岸道上人房》一诗：
良友呼我宿，月明悬天宫。
道安风尘外，洒扫青林中。
削去府县理，豁然神机空。
自从三湘还，始得今夕同。
旧居太行北，远宦沧溟东。
各有四方事，白云处处通。